# خيسوس سانشيز
خيسوس سانشيز (بالإسبانية: Jesús Sánchez)‏ (18 مارس 1968 في إسبانيا - ) هو لاعب كرة طائرة إسبانيا. شارك في الألعاب الأولمبية الصيفية 1992.

## وصلات خارجية
- خيسوس سانشيز على موقع أوليمبيديا (الإنجليزية)